# 남부 태국어
남부 태국어(한자: 南部泰國語) 또는 남부 타이어(남부 태국어: ภาษาไทยใต้, 영어: Southern Thai language) 또는 땀펀링어(남부 태국어: ภาษาตามโพร, ภาษาตามพรลิงค์, 영어: Dambro, Tambralinga) 또는 나콘시탐마랏 타이어(남부 태국어: ภาษานครศรีธรรมราช)는 태국의 말레이 반도 남부에서 사용되는 태국어의 방언이다. 타이족이 말하는 남부 태국어는 표준적인 말이며, 이 외에도 무슬림이 말하는 남부 태국어와 화교가 말하는 남부 태국어도 남부 태국어에 속한다. 표준어가 가지는 강세에 얽매이지 않으며, 전체적으로 고성이 눈에 띈다. 한 문장이 가지는 성조가 어느 정도 정해져 있지만, 문장 중에서 전후에 오는 말에 따라, 해당 말의 성조가 바뀌기에, 유동적이다. 어휘는 말레이어 또는 중국어의 화난 방언으로부터의 차용어가 표준 태국어에 비해 많다.
무슬림식 남부 태국어는 야위어(Javi, 자바(Java)의 말이 변화한 것)로 불리는 말레이어의 영향이 강하다. 화교식 남부 태국어는 독특한 어휘를 가지고 있고 주로 가정 내에서 사용되고 있지만, 무슬림보다 동화가 심하게 발생하였기 때문에, 현재는 거의 볼 수 없게 되었다.

## 같이 보기
- 태국의 화교
- 말레이어
- 야위어